# پنلی
پنلی (به انگلیسی: Penley) یک روستا در بریتانیا است که در شهرستان مستقل ورکسام واقع شده‌است.